# Gartenstadt Meererbusch

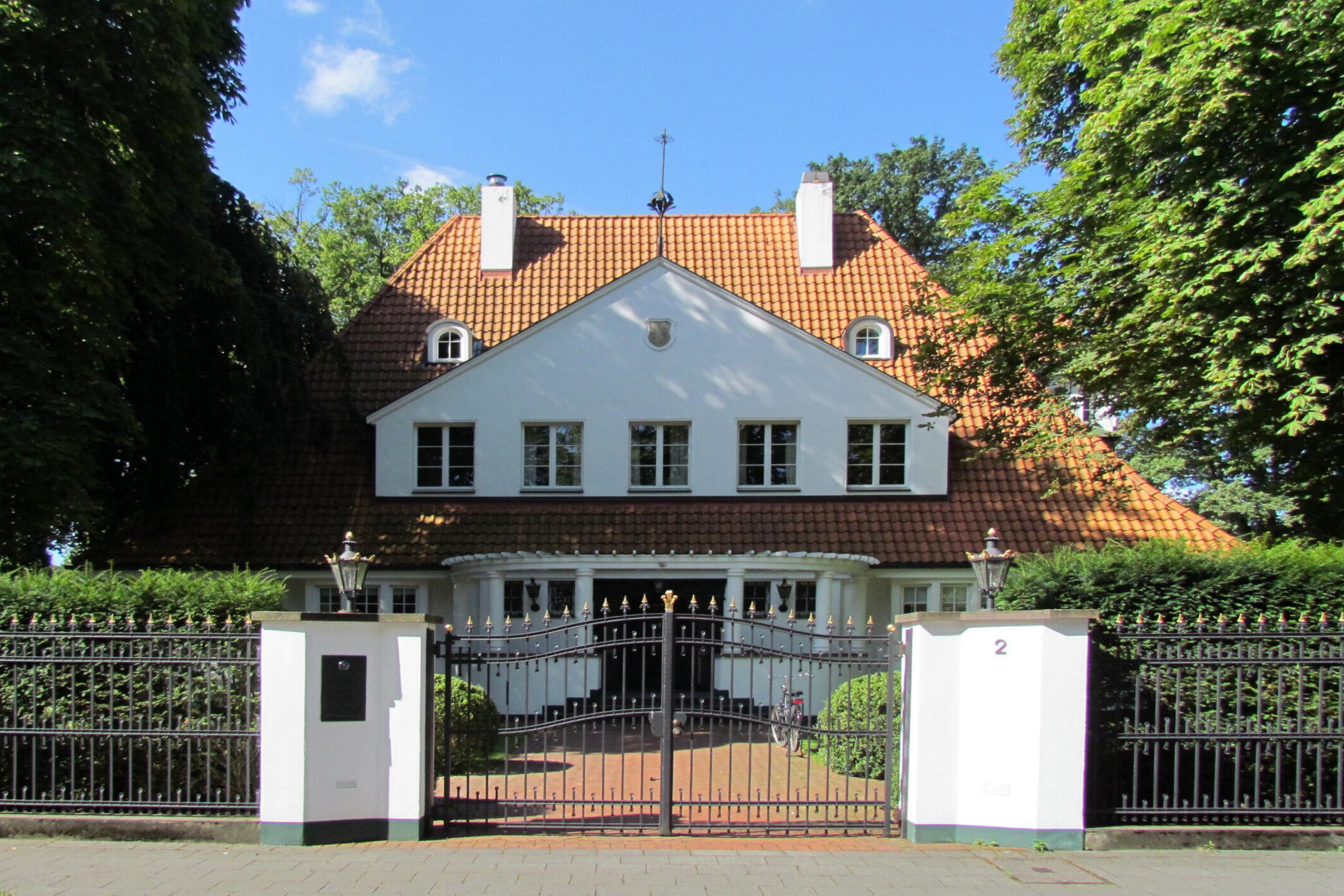
Haus Eichenhof in der Rotdornstraße, ein Baudenkmal.

Die Gartenstadt Meererbusch (manchmal auch Alt-Meererbusch genannt; Schreibweise auch Meerer Busch) ist ein etwa 75 ha großes Villenviertel in Meerbusch-Büderich, das zu Beginn des 20. Jahrhunderts erbaut wurde. Sie gehört zu den preislich gehobenen Wohnlagen in Deutschland.

## Geschichte
Das Land und das angrenzende, namensgebende Waldgebiet Meerer Busch gehörten Friedrich Freiherr von der Leyen, dem Besitzer von Haus Meer. 1908 entschloss sich Von der Leyen zur Errichtung einer Villenkolonie im Stile einer Gartenstadt und unterzog daher sein Anwesen einer Parzellierung. Die Lage nahe der K-Bahn der Rheinischen Bahngesellschaft, die Krefeld und Düsseldorf miteinander verband, und die Nachbarschaft zum Wald sollten vermögende Bauherren anziehen. Breite Alleen wurden angelegt, die Villen sollten voneinander durch parkähnliche Gärten getrennt sein, zur Straßenseite war ein Vorgarten vorgeschrieben. Die einzelnen Grundstücke waren mindestens 1.500 m² groß. Friedrich von der Leyen schloss 1909 einen Vertrag mit der damaligen Gemeinde Büderich, in dem er sich zum Bau der Straßen und der Kanalisation verpflichtete. Er behielt sich ein gestalterisches Mitspracherecht für die Planung des Villenviertels vor. 1912 beantragte er bei der Landesregierung erfolgreich die offizielle Bezeichnung Gartenstadt Meererbusch für das Viertel.
Die Entwürfe vieler der ersten Häuser der Gartenstadt lieferte der junge Architekt Fritz August Breuhaus, der von 1910 bis 1922 selbst im Haus Eichenhof  (heute Hindenburgstraße 25) wohnte. Auch andere Architekten, zum Beispiel Emil Fahrenkamp und Edmund Körner, konnten hier Wohnhäuser errichten – vorwiegend für Industrielle und Anwälte, aber auch für Künstler. 1928 bezog der Ingenieur Dr. Fritz Niehaus seine Villa, Am Willer 3. Hier wuchs seine Tochter, die Schauspielerin Ruth Niehaus auf und von 1947 bis 1949 lebte Joseph Beuys mit in seinem Haus. Aus Dankbarkeit und Freundschaft entwarf er den Grabstein für die Familiengrabstätte auf dem Friedhof in Büderich.
Nur zwei Häuser in der Gartenstadt stehen bislang unter Denkmalschutz und sind in die Denkmalliste der Stadt Meerbusch eingetragen: das oben erwähnte Haus Eichenhof und ein ab 1950 errichtetes Stahl-Fertighaus der Maschinenfabrik Augsburg-Nürnberg (MAN) an der Hildegundisallee. Haus Eichenhof diente als Drehkulisse für einige Szenen im zweiteiligen Fernseh-Spielfilm Gier (2010) von Dieter Wedel.